# Skiptvet Bygdemuseum
Skiptvet Bygdemuseum ist ein kleines Freilichtmuseum in der Ortsmitte von Skiptvet in der norwegischen Provinz Østfold. Es umfasst sechs Gebäude und wurde 1944 eröffnet.